# Ciro Altabás
Ciro Altabás (Zaragoza, 15 de agosto de 1977) es un director de cine, guionista y productor español.

## Trayectoria
Altabás estudió Comunicación audiovisual en la Universidad Europea de Madrid y Cine en la Escuela de Cine de Nueva York de Los Ángeles (UCLA). Una vez terminada la carrera, estudió dos años en la London Film School donde grabó su primer corto, Phobia.
En 2006, creó la empresa RETROproducciones con la que grabó en Japón, con la ayuda de Héctor García Kirai, el corto Made in Japan y el documental Hobby sobre el mundo de los videojuegos y las aficiones particulares de la cultura japonesa.
En 2009 fue colaborador de la revista Primera Línea como especialista en videojuegos y tradujo el libro "Animación ilimitada" sobre cortometrajes para la Editorial 8½.
Como guionista, trabajó en 2010 en la serie “Qué vida más triste” de La Sexta, así como en algunos largometrajes y tv-movies para Pecado Films, Travis Produce, Ombra Films y Manga Films.
En 2014 protagonizó y codirigió junto a Marta Tarín, un videoclip para el grupo Local Qua4tro de la canción “Estocolmo".
Además de su carrera en el mundo del cine, Altabás fue profesor de Realización Cinematográfica en la Universidad Camilo José Cela en el curso 2007-08, y en la Universidad Europea de Madrid entre los años 2012 y 2016.

## Premios
Desde sus primeros trabajos, Altabás ha recibido multitud de premios en diversos festivales nacionales e internacionales de cine que han reconocido su trabajo como director y productor. Su primer corto, Phobia (2002), rodado en Londres, fue proyectado en la sección oficial del LIX Festival Internacional de Cine de Venecia y ganó más de treinta premios alrededor del mundo. Entre los muchos galardones, ganó en la sección Brigadoon del Festival de Cine de Sitges y fue premiado en el II Certamen de Cortometrajes de Ponferrada.
En 2006, con DVD, protagonizado por Fernando Esteso, recibió, entre otros, el Méliès d'Argent en Utopiales, el festival internacional de ciencia ficción de Nantes (Francia), y el premio a la mejor dirección en la XI Semana del Cine y de la Imagen de Fuentes de Ebro (SCIFE) en el apartado del certamen Regional de Cortometrajes. También fue galardonado con el primer premio Ciudad de Alcalá y Mejores efectos especiales en el Festival de Cine de Alcalá de Henares (ALCINE).
Con su siguiente trabajo, Made in Japan, con el que consiguió casi cuarenta premios, compitió en el Festival internacional de cortometrajes de Clermont-Ferrand en 2007.
En 2008, con Hobby ganó el premio al mejor guion (sección ZonaZine) en el XI Festival de Málaga Cine en Español, fue emitido en Canal+ y distribuido por Friki Films.
En 2009, con Manual práctico del amigo imaginario (abreviado)' quinto trabajo de Altabás en el mundo del cortometraje, protagonizado por Luis Larrodera y Christian Sampedro, se consolidó en el panorama cinematográfico español y consiguió más de setenta galardones dentro y fuera del país. Entre otros, ganó el Premio del Público de la sección Zonazine de cortometrajes del Festival de Cine de Málaga, y también fue premiado en la XI edición de Parla en Corto concedido por el propio ayuntamiento de la ciudad madrileña.

## Filmografía
- 2002. Phobia.
- 2005. DVD.
- 2007. Made in Japan.
- 2008. Hobby.
- 2009. Manual práctico del amigo imaginario (abreviado).
- 2013. Bono.